# Flawless (Go to the City)
Flawless (Go to the City) è un singolo del cantante britannico George Michael, pubblicato il 28 giugno 2004 come quarto estratto dal quinto album in studio Patience.

## Descrizione
Il brano campiona il brano Flawless, originariamente registrato dal gruppo di musica elettronica The Ones, che a sua volta riprende Keep On Dancin', brano dei Gary's Gang.

## Tracce
CD 1 (UK)
1. Flawless (Go to the City) (Radio Edit) – 4:50
2. Please Send Me Someone (Anselmo's Song) (Alternative Version Edit) – 5:02

CD 2 (UK)
1. Flawless (Go to the City) (Album Version) – 6:51
2. Flawless (Go to the City) (Jack 'N' Rory Vocal Mix) – 6:44
3. Flawless (Go to the City) (Shapeshifters Remix) – 7:06
4. Flawless (Go to the City) (Boxer Mix) – 5:56
5. Flawless (Go to the City) (The Sharp Boys Hot Fridge Vocal Mix) – 8:03

## Classifiche
| Classifica (2004)              | Posizione massima |
| ------------------------------ | ----------------- |
| Australia                      | 26                |
| Austria                        | 72                |
| Belgio (Fiandre)               | 35                |
| Belgio (Vallonia)              | 52                |
| Danimarca                      | 8                 |
| Germania                       | 54                |
| Irlanda                        | 23                |
| Italia                         | 7                 |
| Paesi Bassi                    | 30                |
| Regno Unito                    | 8                 |
| Spagna                         | 2                 |
| Stati Uniti (dance club)       | 1                 |
| Stati Uniti (dance/electronic) | 1                 |
| Svizzera                       | 36                |